# 872
872 (DCCCLXXII) fue un año bisiesto comenzado en martes del calendario juliano, en vigor en aquella fecha.

## Acontecimientos
- 22 de junio: en Wasit (Irak) se registra un terremoto que deja un saldo de 20 000 víctimas. (Posiblemente se trate del mismo terremoto que se registró como sucedido el 18 de noviembre del 871).
- Juan VIII sucede a Adriano II como papa.
- Unificación de Noruega

## Nacimientos
- Eduardo el Viejo, rey de Inglaterra.

## Fallecimientos
- 14 de diciembre - Adriano II, papa.
- Bernardo II de Tolosa, conde de Tolosa.